# Hrádok (powiat Nowe Miasto nad Wagiem)
Hrádok (węg. Temetvény) – wieś i gmina (obec) w powiecie Nowe Miasto nad Wagiem, w kraju trenczyńskim, w zachodniej Słowacji. Zamieszkuje ją około 726 osób (stan na rok 2016).

## Historia

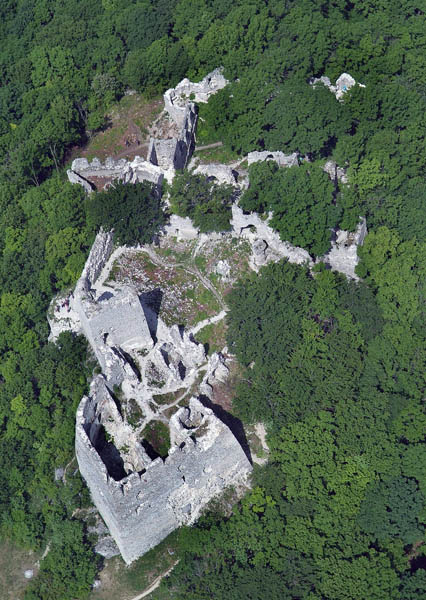
Widok z góry na ruiny zamku Tematín leżącego w pobliżu wsi (obecnie należy do katastru wsi Lúka)

Wieś została wspomniana po raz pierwszy w 1246 w dokumentach historycznych. Należała wtedy do „państwa” Tematín mającego swą siedzibę na pobliskim zamku Tematín.

## Geografia
Centrum wsi leży na wysokości 190 m n.p.m. Gmina zajmuje powierzchnię 24,135 km².

## Zasoby genealogiczne
Zapisy badań genealogicznych przechowywane są w archiwum państwowym „Statny Archiv w Bratysławie, na Słowacji”.
- zapisy kościoła rzymskokatolickiego (urodzenia/małżeństwa/zgony) w parafii A
- zapisy kościoła luterańskiego (urodzenia/małżeństwa/zgony) w parafii B